# Turó de Can Canyameres
El Turó de Can Canyameres és una muntanya de 320 metres d'altitud al municipi de Castellar del Vallès, a la comarca del Vallès Occidental.